# Eleutherodactylus jaumei
Eleutherodactylus jaumei är en groddjursart som beskrevs av Estrada och Jose Alvarez Alonso 1997. Eleutherodactylus jaumei ingår i släktet Eleutherodactylus och familjen Eleutherodactylidae. IUCN kategoriserar arten globalt som akut hotad. Inga underarter finns listade i Catalogue of Life.